# Jigsaw Falling into Place
Singles de Radiohead
2 + 2 = 5
(2003) Nude
(2008)
Jigsaw Falling into Place est le neuvième morceau du disque In Rainbows du groupe britannique Radiohead. C'est aussi le premier single de l'album, sorti le 14 janvier 2008. La chanson était auparavant connue sous le nom de Open Pick, avant de changer de nom pour l'album.

## Composition musicale
Jigsaw Falling into Place est un morceau assez cadencé et rapide, et peut-être un peu plus en phase avec l’époque The Bends (tension, chœurs, sonorités).

## Clip Vidéo
Le clip du morceau, tourné en noir et blanc et réalisé par Adam Buxton et Garth Jennings, a été réalisé en plaçant les caméras sur des casques portés par les membres du groupe se filmant ainsi eux-mêmes.

## Liste des titres
- CD single

1. Jigsaw Falling into Place
2. Down is the New Up (Live from Basement)
3. Last Flowers (Live from Basement)

- Vinyle 7"

1. Jigsaw Falling into Place
2. Videotape (Live from Basement)

## Influence
En 2012, le compositeur Steve Reich utilise cette chanson, avec Everything in Its Right Place, comme source mélodique d'inspiration de la composition Radio Rewrite créée en 2013.